# Per-Olof Moll
Per-Olof Gustaf Moll, född 29 juni 1954 i Uppsala församling, Uppsala län, död 16 augusti 2010 i Västerstrands församling, Värmlands län, var en svensk folkmusiker.
Han är gravsatt på Ruds kyrkogård.

## Diskografi
- 1981 - Särnalåtar "groft och grant", tillsammans med Skår Arvid Olsson.
- 1994 - Hopp Tussilunta, tillsammans med Anders Rosén och Kalle Almlöf.
- 2003 - Jaggu lekar, tillsammans med Per Hardestam.

## Utmärkelser
- 1981 - Zornmärket i silver, "För traditionsmedvetet spel av särnalåtar".
- 2009 - Zornmärket i guld, "för mästerligt, genuint och traditionsmedvetet spel av låtar från Särna".[5]